# Авіаційний покажчик швидкості

Авіаційний вимірювач швидкості

Авіаційний вимірювач швидкості — бортовий прилад для вимірювання швидкості літального апарата щодо повітря. Дія приладу базується на вимірюванні швидкісного напору повітряного потоку. Існують вимірювачі істинної повітряної швидкості, приладової швидкості та комбіновані пристрої.